# 阿会氏
阿会是中國歷史上一姓氏。《隋書．北狄傳》，曾記載庫莫奚族之中，有阿会氏一族，在奚族五部中最盛，庫莫奚是從鮮卑宇文氏敗於慕容氏後，分出的部族，先曾臣服於突厥，後唐太宗時將阿會部之地設為弱水州。现代无此姓。